# Dwayne Whitfield
Dwayne Whitfield (Aberdeen, 21 agosto 1972) è un ex cestista statunitense, professionista nella NBA, in Europa e in Sudamerica.

## Carriera
Dopo tre stagioni alla Jackson State University, venne selezionato al secondo giro del draft NBA 1995 come 40ª scelta assoluta dai Golden State Warriors, con cui tuttavia non giocò alcun incontro. Nel settembre dello stesso anno venne infatti ceduto ai Toronto Raptors, con cui giocò 8 incontri e mise a referto 40 punti complessivi.
Successivamente ha militato in numerose squadre, tra le quali: Libertas Forlì, Piratas de Bogotá, Sioux Falls Skyforce, NBDL Ambassadors, Namika Lahti, Hebei Springs, Regatas Lima.